# Caudete (kommunhuvudort)
Caudete är en kommunhuvudort i Spanien.   Den ligger i provinsen Provincia de Albacete och regionen Kastilien-La Mancha, i den sydöstra delen av landet, 300 km sydost om huvudstaden Madrid. Caudete ligger 556 meter över havet och antalet invånare är 10 330.
Terrängen runt Caudete är kuperad åt nordväst, men åt sydost är den platt.Runt Caudete är det ganska tätbefolkat, med 93 invånare per kvadratkilometer. Närmaste större samhälle är Villena, 13,1 km sydost om Caudete. Trakten runt Caudete består till största delen av jordbruksmark.